# Quận Monroe, Mississippi
Quận Monroe là một quận thuộc tiểu bang Mississippi, Hoa Kỳ.
Quận này được đặt tên theo James Monroe. Theo điều tra dân số của Cục điều tra dân số Hoa Kỳ năm 2000, quận có dân số 38.014 người. Quận lỵ đóng ở Aberdeen6.

## Địa lý
Theo Cục điều tra dân số Hoa Kỳ, quận có diện tích 2000 km2, trong đó có 20 km2 là diện tích mặt nước.

### Các xa lộ chính
- U.S. Highway 45
- U.S. Highway 278
- Mississippi Highway 6
- Mississippi Highway 8
- Mississippi Highway 25
- Mississippi Highway 145

### Quận giáp ranh
- Quận Lowndes (nam)
- Quận Clay (tây nam)
- Quận Chickasaw (tây)
- Quận Lee (tây bắc)
- Quận Itawamba (bắc)
- Quận Lamar, Alabama (đông)

### Thông tin nhân khẩu
Theo điều tra dân số 2 năm 2000, đã có 38.014 người, 14.603 hộ gia đình, và 10.660 gia đình sống trong quận hạt. Mật độ dân số là 50 người trên một dặm vuông (19/km ²). Có 16.236 đơn vị nhà ở mật độ trung bình là 21 trên một dặm vuông (8/km ²). Cơ cấu chủng tộc của quận bao gồm 68,37% người da trắng, 30,77% da đen hay Mỹ gốc Phi, 0,10% người Mỹ bản xứ, 0,17% châu Á, Thái Bình Dương 0,01%, 0,11% từ các chủng tộc khác, và 0,47% từ hai hoặc nhiều chủng tộc. 0,69% dân số là người Hispanic hay Latino thuộc một chủng tộc nào.
Có 14.603 hộ, trong đó 34,70% có trẻ em dưới 18 tuổi sống chung với họ, 52,00% là đôi vợ chồng sống với nhau, 17,20% có nữ hộ và không có chồng, và 27,00% là các gia đình không. 24,70% hộ gia đình đã được tạo ra từ các cá nhân và 11,80% có người sống một mình 65 tuổi hoặc lớn tuổi hơn là người. Cỡ hộ trung bình là 2,57 và cỡ gia đình trung bình là 3,07.
Trong quận, độ tuổi dân cư được trải ra với 27,20% dưới độ tuổi 18, 8,70% 18-24, 27,60% 25-44, 22,50% từ 45 đến 64, và 14,00% từ 65 tuổi trở lên người. Độ tuổi trung bình là 36 năm. Đối với mỗi 100 nữ có 89,70 nam giới. Đối với mỗi 100 nữ 18 tuổi trở lên, đã có 84,70 nam giới.
Thu nhập trung bình cho một hộ gia đình trong quận đạt 30.307 USD, và thu nhập trung bình cho một gia đình là 36.749 USD. Phái nam có thu nhập trung bình 30.232 USD so với 20.411 USD của phái nữ. Thu nhập bình quân đầu người là 14.072 USD. Có 13,60% gia đình và 17,20% dân số sống dưới mức nghèo khổ, bao gồm 22,30% những người dưới 18 tuổi và 21,70% của những người 65 tuổi hoặc hơn.